# Bacchisa comata
Bacchisa comata es una especie de escarabajo longicornio del género Bacchisa, tribu Astathini, subfamilia Lamiinae. Fue descrita científicamente por Gahan en 1901.

## Descripción
Mide 12 milímetros de longitud.

## Distribución
Se distribuye por China.